# 甲斐真吾
甲斐 真吾（かい しんご、1963年1月8日 - ）は、日本の元男子水球選手である。日本体育大学4年時に1984年ロサンゼルスオリンピックに日本代表として出場した。